# Svistella anhuiensis
Svistella anhuiensis är en insektsart som beskrevs av He, Z., K. Li och Xiangwei Liu 2009. Svistella anhuiensis ingår i släktet Svistella och familjen syrsor. Inga underarter finns listade i Catalogue of Life.